# Kimméria
Kimméria är en ort i Grekland.   Den ligger i prefekturen Nomós Xánthis och regionen Östra Makedonien och Thrakien, i den nordöstra delen av landet, 400 km norr om huvudstaden Aten. Kimméria ligger 77 meter över havet och antalet invånare är 3 424.
Terrängen runt Kimméria är kuperad norrut, men söderut är den platt. Runt Kimméria är det ganska tätbefolkat, med 60 invånare per kvadratkilometer. Närmaste större samhälle är Xánthi, 4,5 km väster om Kimméria. Trakten runt Kimméria består till största delen av jordbruksmark.